# ماریا ثیر
ماریا ثیر (انگلیسی: Maria Thayer؛ زادهٔ ۳۰ اکتبر ۱۹۷۵) یک هنرپیشه اهل ایالات متحده آمریکا است. وی از سال ۱۹۹۹ میلادی تاکنون مشغول فعالیت بوده‌است.
از فیلم‌ها یا برنامه‌های تلویزیونی که وی در آن نقش داشته است می‌توان به فراموش کردن سارا مارشال، هیچ و غریبه‌ها با آبنبات اشاره کرد.